# Ivan Ramljak (košarkaš)
Ivan Ramljak (Mostar, 8. kolovoza 1990.) je hrvatski profesionalni košarkaš. Igra na poziciji niskog krila, a trenutačno je član hrvatskog kluba KK Cedevita.. Ramljaka se smatra jednim od najtalentiranijih igrača ’90. godišta među Hrvatima. Rodom je Posušak.

## Karijera
Karijeru je započeo 2007. u Posušju, gdje je u prvoj ligi Bosne i Hercegovine u prosjeku bilježio 6.11 poena po utakmici. U srpnju 2008. odlazi iz Posušja i potpisuje za A-1 ligaša Cedevitu Zagreb. U Posušju je u prvoj ligi Bosne i Hercegovine u prosjeku bilježio 6.11 poena po utakmici. Danas je član hrvatskog kluba KK Cedevita.

## Reprezentacija
Bio je član hrvatske U-18 reprezentacije na Europskom prvenstvu u Grčkoj 2008. koja je osvojila brončanu medalju.S hrvatskom reprezentacijom (do 18) bio je brončani na Europskom prvenstvu 2008. godine u Grčkoj (Amaliada, Pyrgos).